# Oséas
Oséas Reis dos Santos (Salvador, 14 mei 1971) is een voormalig Braziliaans voetballer.

## Braziliaans voetbalelftal
Oséas debuteerde in 1996 in het Braziliaans nationaal elftal en speelde 2 interlands.